# Thiometon
Thiometon, de triviale naam voor 2-ethylsulfanylethylsulfanyl-dimethoxy-sulfanylideen-λ5-fosfaan, is een organische verbinding met als brutoformule C6H15O2PS3. De stof komt voor als kleurloze viskeuze vloeistof, die slecht oplosbaar is in water.
De stof wordt gebruikt als acaricide en insecticide. Handelsnamen zijn Ekatin, Medrin en Unimeton.

## Toxicologie en veiligheid
Thiometon ontleedt bij verhitting of bij verbranding, met vorming van giftige dampen, waaronder fosforoxiden en zwaveloxiden.
De stof kan effecten hebben op het zenuwstelsel en er kan een remming van het cholinesterase optreden.